# جاكوب عوض
جاكوب عوض (و. – 1733 م) هو كاهن كاثوليكي من لبنان، والدولة العثمانية، ولد في حصرون.

## مناصب
تولى منصب أسقف كاثوليكي
- مطران  [لغات أخرى]‏

.